# Driglam namzha
Il Driglam namzha è il codice ufficiale di comportamento, di abbigliamento e di costruzione degli edifici in Bhutan.
Solitamente viene tradotto in italiano con Codice delle Buone Maniere e in inglese con The Basic Rules for Disciplined Behaviour.
Le sue origini risalgono agli insegnamenti di Shabdrung Ngawang Namgyal, il fondatore del Bhutan. Nel 1989 è diventato obbligatorio con una legge dello Stato. 
Il Driglam namzha impone tra l'altro l'obbligo di indossare i vestiti tradizionali (il gho per gli uomini e la kira per le donne) e prevede una serie di regole architettoniche per la costruzione di qualsiasi nuovo edificio nel Paese.
Il varo della legge sul Driglam namzha è stato tra le cause che hanno portato alla crisi con la minoranza nepalese dei Lotshampa.